# Flavigny-sur-Moselle
Flavigny-sur-Moselle település Franciaországban, Meurthe-et-Moselle megyében. Lakosainak száma 1664 fő (2022. január 1.). Flavigny-sur-Moselle Azelot, Benney, Burthecourt-aux-Chênes, Ceintrey, Lupcourt, Méréville, Pulligny, Richardménil és Tonnoy községekkel határos.

## Népesség
A település népességének változása:
| Lakosok száma | 1235 | 1526 | 1609 | 1787 | 1733 | 1725 | 1743 | 1735 | 1724 | 1664 |
|               | 1968 | 1982 | 1990 | 2006 | 2013 | 2015 | 2017 | 2019 | 2020 | 2022 |